# Ana Garbín
Ana Garbín Alonso, también conocida como Anita Garbín o la Madonna anarquista (Almería, 1915 - Béziers, 1977), fue una modista anarquista y miliciana española.
Se convirtió en un icono de la Guerra civil española por la fotografía que Antoni Campañà le sacó en 1936.

## Biografía
Nacida en Almería en una familia anarquista, sus padres fueron Manuel Garbín Ibáñez, trabajador de ferrocarriles, y Gabriela Alonso Martínez, frutera. Garbín era la mayor de seis hijos. Los padres de Garbín se mudaron muy pronto con ella a Barcelona. Trabajó de modista y en 1936, con 21 años, fue fotografiada por Antoni Campañà. En 1939 se exilió, cruzando la frontera franco-española hasta Béziers. Se casó con el comunista José Lumbreras, con quien tuvo descendencia.
Falleció en 1977 y fue enterrada en el cementerio de Béziers.

## Lamadonnaanarquista
Ana Garbín pasó a la posteridad por una fotografía tomada el 25 de julio de 1936, en Barcelona, durante la Guerra civil española. En esta imagen, Garbín salía posando con la bandera de la CNT-FAI. La foto sería a la postre conocida como la madonna anarquista.
El día de la fotografía, Campañà caminaba por La Rambla cuando se encuentra con Garbín en una barricada en la esquina con la calle Hospital. Garbín observa al fotógrafo y posa para él con la bandera. Poco después, Campañà fue detenido brevemente por un miliciano que lo confundió con un espía. Por otra parte, se ha considerado la posibilidad de que, en el momento de la fotografía, Garbín estuviera embarazada.
La fotografía se imprimió en carteles y libros y Garbín se convirtió en un icono de la Guerra civil y «símbolo del alma revolucionaria». Se ignoraba el origen de la imagen y el nombre de la protagonista hasta que, en 2018, los herederos de Campañà revelaron una serie de fotografías que el autor escondió por el miedo a las represalias. Cuando se expusieron las fotografías en público, dos sobrinos de Garbín identificaron en una de ellas a su tía, dando finalmente nombre a la miliciana anónima de la fotografía.